# مسجد أكساراي الكبير
مسجد أكساراي الكبير ويعرف أيضاً مسجد أولو، مسجد تاريخي قديم يقع في مدينة أكساراي في تركيا.

## التاريخ
تم تشييده من قبل محمد الأول من كرمان، وتم بناؤه بين عامي 1408 و1409، على طريقة العمارة السلجوقية.
اكتشفت فسيفساء أرضية وآثار تعود إلى العصر البيزنطي في منطقة المسجد.